# Mesnil-Raoul
|  | Aquest article tracta sobre el municipi del Sena Marítim. Si cerqueu el municipi de Manche, vegeu «Le Mesnil-Raoult». |

Mesnil-Raoul és un municipi francès al Districte de Rouen (departament del Sena Marítim, regió de Normandia). L'any 2007 tenia 835 habitants.

## Demografia

### Població
El 2007 la població de fet de Mesnil-Raoul era de 835 persones. Hi havia 299 famílies de les quals 43 eren unipersonals (8 homes vivint sols i 35 dones vivint soles), 102 parelles sense fills, 138 parelles amb fills i 16 famílies monoparentals amb fills.
La població ha evolucionat segons el següent gràfic:

### Habitatges
El 2007 hi havia 309 habitatges, 299 eren l'habitatge principal de la família, 4 eren segones residències i 6 estaven desocupats. 308 eren cases i 1 era un apartament. Dels 299 habitatges principals, 270 estaven ocupats pels seus propietaris, 28 estaven llogats i ocupats pels llogaters i 2 estaven cedits a títol gratuït; 3 tenien dues cambres, 15 en tenien tres, 69 en tenien quatre i 213 en tenien cinc o més. 261 habitatges disposaven pel capbaix d'una plaça de pàrquing. A 93 habitatges hi havia un automòbil i a 192 n'hi havia dos o més.

### Piràmide de població
La piràmide de població per edats i sexe el 2009 era:
| Homes | Edats   | Dones |
| ----- | ------- | ----- |
| 0     | 95 o +  | 0     |
| 0     | 90 a 94 | 4     |
| 0     | 85 a 89 | 0     |
| 4     | 80 a 84 | 12    |
| 8     | 75 a 79 | 12    |
| 8     | 70 a 74 | 8     |
| 16    | 65 a 69 | 20    |
| 16    | 60 a 64 | 12    |
| 16    | 55 a 59 | 12    |
| 16    | 50 a 54 | 16    |
| 24    | 45 a 49 | 56    |
| 36    | 40 a 44 | 28    |
| 40    | 35 a 39 | 32    |
| 20    | 30 a 34 | 28    |
| 20    | 25 a 29 | 16    |
| 16    | 20 a 24 | 24    |
| 32    | 15 a 19 | 36    |
| 48    | 10 a 14 | 44    |
| 28    | 5 a 9   | 28    |
| 4     | 0 a 4   | 12    |

## Economia
El 2007 la població en edat de treballar era de 533 persones, 427 eren actives i 106 eren inactives. De les 427 persones actives 407 estaven ocupades (204 homes i 203 dones) i 20 estaven aturades (11 homes i 9 dones). De les 106 persones inactives 43 estaven jubilades, 41 estaven estudiant i 22 estaven classificades com a «altres inactius».

### Ingressos
El 2009 a Mesnil-Raoul hi havia 307 unitats fiscals que integraven 878 persones, la mediana anual d'ingressos fiscals per persona era de 21.606 €.

### Activitats econòmiques
Dels 37 establiments que hi havia el 2007, 1 era d'una empresa extractiva, 3 d'empreses de fabricació d'altres productes industrials, 7 d'empreses de construcció, 8 d'empreses de comerç i reparació d'automòbils, 3 d'empreses de transport, 1 d'una empresa d'informació i comunicació, 1 d'una empresa financera, 11 d'empreses de serveis, 1 d'una entitat de l'administració pública i 1 d'una empresa classificada com a «altres activitats de serveis».
Dels 7 establiments de servei als particulars que hi havia el 2009, 1 era un taller de reparació d'automòbils i de material agrícola, 1 paleta, 1 fusteria, 3 lampisteries i 1 electricista.
L'any 2000 a Mesnil-Raoul hi havia 9 explotacions agrícoles que ocupaven un total de 417 hectàrees.

## Equipaments sanitaris i escolars
El 2009 hi havia una escola maternal integrada dins d'un grup escolar amb les comunes properes formant una escola dispersa.

## Poblacions properes
El següent diagrama mostra les poblacions més properes.